# Micky, Donald, Goofy – Die drei Musketiere
Micky, Donald, Goofy – Die drei Musketiere (engl.: Mickey, Donald, Goofy: The Three Musketeers) ist ein US-amerikanischer Zeichentrickfilm der Walt Disney Company aus dem Jahr 2004.
Die Handlung spielt im 17. Jahrhundert in Frankreich und orientiert sich an Alexandre Dumas Roman Die drei Musketiere. Es treten viele Bewohner Entenhausens in neuen Rollen auf.

## Handlung
Während Micky, Donald und Goofy noch den Boden im Hauptquartier der Musketiere wischen, träumen sie von nichts anderem als Musketiere zu werden. Doch fehlt es Donald an Mut, Goofy ist zu dumm und Micky zu klein. Gleichzeitig heckt der hinterhältige Kater Karlo, Hauptmann der Musketiere, einen heimtückischen Plan aus. Er will Prinzessin Minnie entführen, um selbst König zu werden. Bei diesem Unternehmen wird er von den Panzerknackern unterstützt. Das Trio Micky, Donald und Goofy hält er für zu inkompetent und chaotisch, um Musketiere zu werden und macht sich ständig über sie lustig.
Als nun Minnie sich um ihre Sicherheit sorgt, befördert Karlo Micky, Donald und Goofy zu Musketieren, um sie zu ihrem Schutz abzustellen, sicher, dass sie ihn nicht behindern werden. Als Minnie und ihre Bedienstete Daisy nun, beschützt von dem Trio, einen Ausflug machen, werden sie von den Panzerknackern entführt. Doch gelingt es Micky, Donald und Goofy bald, sie wieder zu retten.
Wieder in Paris, will Karlo sich nun erst die Drei loswerden, ehe er Minnie in seine Gewalt bringt. Doch gelingt ihm dies abermals nicht und schließlich werden Micky, Donald und Goofy zu königlichen Musketieren ernannt. Während der Ereignisse verlieben sich Micky und Minnie, Donald und Daisy sowie Goofy und Klarabella Kuh.

## Konzeption
Durch die Handlung führt ein Barde in Gestalt einer Schildkröte, der die Geschichte auch mit Liedern begleitet. Schließlich greift er auch in die Handlung ein.
Micky, Donald und Goofy treten in diesem Film erstmals in einer längeren Produktion gemeinsam auf. In den 1930er Jahren spielte das Trio in vielen Kurzfilmen die Hauptrolle. Die Nebencharaktere, wie auch der Kater Karlo, wurden aus dieser Zeit übernommen.

## Produktion und Veröffentlichung
Der Film wurde im Jahr 2004 als Direct-to-DVD-Produktion von den DisneyToon Studios produziert, Regie führte Donovan Cook. Buena Vista Entertainment veröffentlichte den Film in den USA auf DVD und VHS. Später wurde er auf den Sendern Toon Disney und Disney Channel ausgestrahlt.
Beim Verlag Gemstone erschien in den USA eine Comic-Adaption.
In Deutschland erschien der Film auf DVD bei Buena Vista und wurde auf dem Disney Channel ausgestrahlt.

## Synchronisation
| Rolle                | Englischer Sprecher           | Deutscher Sprecher                           |
| -------------------- | ----------------------------- | -------------------------------------------- |
| Micky                | Wayne Allwine                 | Mario von Jascheroff                         |
| Donald               | Tony Anselmo                  | Peter Krause                                 |
| Goofy                | Bill Farmer                   | Walter Alich                                 |
| Minnie               | Russi Taylor                  | Diana Borgwardt                              |
| Daisy                | Tress MacNeille               | Sabine Arnhold                               |
| Kater Karlo          | Jim Cummings                  | Tilo Schmitz                                 |
| Klarabella Kuh       | April Winchell                | Almut Zydra                                  |
| Panzerknacker        | Jeff Bennett Maurice LaMarche | Santiago Ziesmer Stefan Gossler Joachim Kaps |
| Troubadour (Sprache) | Rob Paulsen                   | Michael Pan                                  |
| Troubadour (Gesang)  | Rob Paulsen                   | Dieter Winterle                              |

## Rezeption
Der Film wird von Rezensenten im Internet bewertet als „lustiges Wiedersehen mit drei Helden“, jedoch unter den Disneyfilmen nicht herausragend und zu vorhersehbar. Als erster Langfilmauftritt des Trios Micky, Donald und Goofy sei der Film aber gelungen, er biete Witze und eine durchdachte Handlung. Der Schildkrötenbarde wie auch die Musik würden zudem für eine gelungene Atmosphäre sorgen.